# Thomas Bloodworth
Sir Thomas Bloodworth (néhány forrás szerint Bludworth) (1620—1682. május 12.) angol kereskedő és politikus, 1665 novembere és 1666 októbere között London főpolgármestere. A hivatala idején bekövetkezett nagy londoni tűzvész kezdetekor tanúsított tétlensége miatt sokak szerint ő tehető felelőssé a City of London ilyen nagyméretű pusztulásáért.

## Háttér
Édesapja, Edward Blidward, szabad kisbirtokos volt a derbyshire-i Heanorban. Bloodworth-öt 1620. február 13-án keresztelték meg. 1635-ben londoni borkereskedőhöz szegődött inasként és a Borkereskedők céhének tagja lett. Sikeres kereskedővé vált, elsősorban faáruval foglalkozott. 1651 és 1665 között a Brit Kelet-indiai Társaság bizottságának tagja volt, 1652 és1665 között pedig a Levant Company tagja. 1658-ban Dowgate városi elöljárójának választották. 1660-ban a "konvent" parlament tagjának választották, mint Southwark országgyűlési képviselője. Szintén ez évben, május 16-án lovaggá ütötték. 1661-ben a "cavalier" parlament tagjának választották, ismét Southwarkot képviselve. 1662-ben Portsoken elöljárója lett. 1663-ban London egyik sheriffjévé választották. 1663 és 1682 között Aldersgate elöljárója volt, 1665-ben a Borkereskedők céhének igazgatója lett.

## A nagy londoni tűzvész
Bloodworth 1665 novemberében lett London főpolgármestere. 1666. szeptember 2-án éjjel tűz ütött ki egy királyi pék, Thomas Farriner boltjában. A kor egyik sikeres tűzoltó technikája volt, hogy hosszú, kampókban végződő rudak segítségével a tűz körüli épületeket lerombolták. Így nem maradt semmi, ami a lángokat tovább táplálhatta volna, és a tűz magától kialudt. Az eljárás során azonban a házakat földig kellett rombolni, és ezen kényes kérdés eldöntéséhez kihívták a főpolgármestert is.
Mikor Bloodworth a helyszínre ért, megtiltotta, hogy a tűz körül álló házakat lerombolják. Döntése mögött feltehetően az állt, hogy a tulajdonosok panaszt tehetnek később, hogy fölöslegesen semmisítették meg az épületeiket. A főpolgármester azzal érvelt, hogy szerinte nem jelent komoly veszélyt a tűz, mondván "egy nő is el tudná oltani!", majd hazament és lefeküdt aludni. A tűz ezek után három napig tombolt és a City több mint 75 százalékát pusztította el.
Bloodworth 1673 és 1675 között ismét a parlament tagja volt. 1682 májusában halt meg.
Samuel Pepys a kor híres naplóírója úgy jellemezte a főpolgármestert, mint egy "bolond" (1666. június 30-ai bejegyzés), és aki "nagyon gyengének" tűnik. (1666. december 1-jei bejegyzés).

## Családja
Bloodworth első felesége Mary Rogers volt, Walter Rogers lánya. Rogers londoni bőrkereskedő volt, és lánya mellett volt két fia is. Második feleségét, Mary Bennt, 1657. január 6-án vette el. Mary Benn Henry Benn, egy londoni ruhakereskedő, özvegye volt.
Egy lánya született, Anne Bloodworth.

## Fordítás
Ez a szócikk részben vagy egészben  a   Thomas Bloodworth című angol Wikipédia-szócikk ezen változatának fordításán alapul.  Az eredeti cikk szerkesztőit annak laptörténete sorolja fel. Ez a jelzés csupán a megfogalmazás eredetét és a szerzői jogokat jelzi, nem szolgál a cikkben szereplő információk forrásmegjelöléseként.